# 1712 en littérature
| Années de la littérature : 1709 - 1710 - 1711 - 1712 - 1713 - 1714 - 1715    |
| Décennies de la littérature : 1680 - 1690 - 1700 - 1710 - 1720 - 1730 - 1740 |

Cet article présente les faits marquants de l'année 1712 en littérature.

## Évènements
- 1er mars : inauguration de la Real Librería Pública de Madrid (Bibliothèque royale)[1].
- 7 juillet : la reine Anne élève Henry St John à la pairie de Grande-Bretagne en tant que vicomte Bolingbroke.

- 12 août : Mary Pierrepont épouse Edward Wortley Montagu[2].
- 14 août : Alexander Pope expose dans The Spectator son projet de périodique satirique, An Account of the Works of the Unlearned, à partir duquel se développe le Scriblerus Club, dont les membres incluent Pope, Jonathan Swift, John Gay, Thomas Parnell, Robert Harley, Henry St John, et John Arbuthnot chez qui ils se réunissent[3].

## Parutions
- 6 mars-21 juillet : John Arbuthnot publie cinq pamphlets en faveur de la paix formant The History of John Bull (« L'histoire de John Bull »)[4].

- 7 août : privilège accordé à la seconde édition de l'ouvrage de Fénelon, Démonstration de l’existence de Dieu : tirée de la connaissance de la Nature et proportionnée à la faible intelligence des plus simples, vol. 1, Paris, Jacques Estienne, 1712 (présentation en ligne).
- 1er septembre : première version imprimée sans titre du Projet pour rendre la paix perpétuelle en Europe par l'abbé de Saint-Pierre[5].
- Octobre[6] : Proposals for printing a very curious discourse : intitled Ψευδολογια Πολιτικη, or, a Treatise of the art of political lying, London, John Morphew, 1712 (présentation en ligne) (« L'art du mensonge politique »), pamphlet et traité de politique (satirique) écrit par John Arbuthnot, longtemps attribué à Jonathan Swift.

- Charles-Irénée Castel de Saint-Pierre, Mémoires pour rendre la paix perpétuelle en Europe, Cologne, Chez Jaques le Pacifique, 1712 (présentation en ligne)
- Fénelon, Dialogue des morts : composez pour l'éducation d'un prince, Paris, Florentin Delaulne, 1712 (présentation en ligne).

- Première édition du poème géorgien de Chota Roustavéli Le Chevalier à la peau de panthère, imprimée à Tiflis à la demande du roi Vakhtang VI[7].

## Naissances
- 6 février : Antoine Arnauld, surnommé le Grand Arnauld par ses contemporains pour le distinguer de son père, prêtre, théologien, mathématicien, écrivain et philosophe français, l'un des principaux chefs de file des jansénistes. († 8 août 1694).
- 28 juin : Jean-Jacques Rousseau, écrivain et philosophe genevois. († 2 juillet 1778).
- 1er novembre : Antonio Genovesi, écrivain et philosophe italien. († 22 septembre 1769).
- 25 décembre : Pietro Chiari, dramaturge, romancier et librettiste italien. († 31 août 1785).

- Alexandre Guillaume Mouslier de Moissy, militaire et auteur dramatique français. († 1777).

## Décès
- 11 avril : Richard Simon, exégète français (° 1638)